# 二重通貨建債
二重通貨建債（にじゅうつうかだてさい）は、元本の払込み、利払い、償還において、異なる2種類の通貨が使われる種類の債券であり、外国債券（外債）、仕組債の一種に分類される。
二重通貨建債券、二重通貨建て債、二重通貨建て外債、（英語の dual currency bondから）デュアルカレンシー債（※後述のとおり、広義の「デュアルカレンシー債」が二重通貨建債と同じ概念となる）とも。

## 分類
二重通貨建債（=広義のデュアルカレンシー債）は、（狭義の）デュアルカレンシー債と、リバースデュアルカレンシー債に分けられる。
日本では、日本本拠の契約主体の側から見たとき、払込金と利払いが日本円、償還が外国通貨のものを（狭義の）デュアルカレンシー債といい、払込金と利払いが外国通貨、償還が日本円のものをリバースデュアルカレンシー債という。
- （狭義の）デュアルカレンシー債

日本本拠の契約主体から見ると、償還金の支払いにおいて、為替リスクの影響を受けうる。
為替相場の変動範囲によって債券価格や償還金の通貨について特約条件のついたもの等があるので、発行時の特約内容をよく確認する必要がある。   
- リバースデュアルカレンシー債

日本本拠の契約主体から見ると、利払いにおいて、為替リスクの影響を受けうる。現在ほとんど発行されていない。